# Toshie Kihara
Pour les articles homonymes, voir Kihara.
Toshie Kihara (木原敏江, Kihara Toshie), née le 14 février 1948 à Tokyo au Japon, est une dessinatrice et auteur de shōjo manga, membre du groupe de l'an 24, un collectif de femme mangaka.
Elle publie sa première œuvre, Kotchi muite Mama!, dans le magazine Bessatsu Margaret en 1969. Réalisant principalement des mangas historiques, elle est en particulier connue pour sa série Mari to Shingo publiée dans Hana to yume de 1979 à 1984, dans laquelle elle narre la romance entre deux jeune hommes au début de l'ère Shōwa.
En 1985, elle reçoit le prix Shōgakukan dans la catégorie shōjo pour Yume no Ishibumi, collection d'histoire courte dans le genre shōnen-ai.
En 1998, son manga Torikaebaya ibun, adaptation du Torikaebaya monogatari, conte de l'époque de Heian, a été repris en un spectacle musical par la Revue Takarazuka.

## Mangas
- Yume no Ishibumi (夢の碑)
- Angelique (アンジェリク), une adaptation d'Angélique d'Anne Golon
- Ten made agare! (天まであがれ!)
- Suishō to Velvet (水晶と天鵞絨)
- Iwa o makura ni hoshi o daki (岩を枕に星を抱き)
- Junkin no dōwa (純金の童話)
- Tsue to tsubasa (杖と翼)
- Ginshōsui (銀晶水)
- Gin'iro no romance (銀色のロマンス)
- Itoshiki Gen tsukushiteyo (愛しき言つくしてよ)
- Diamond Gozzilaan (ダイヤモンド・ゴジラーン)
- Shijūshichimoji (四十七文字), Quarante-sept personnages
- Ōji-sama ga ino! (王子さまがいいの!)
- Emerald no kaizoku (エメラルドの海賊)
- Kihara Toshie zenshū, (木原敏江全集), œuvre complète de Kihara Toshie
- Furufuru Utanotabiniki  (ふるふる −うたの旅日記−)
- Mugonka (無言歌)
- Kadentha (花伝ツァ)
- Shiroi mori (白い森)
- Hinata e Hikage eno romance (日なたから日かげへのロマンス)
- Odeai Asobase (お出合いあそばせ)
- Mugen Kaden (夢幻花伝)
- Hana no na no himegimi (花の名の姫君)
- Sieglinde no komoriuta (ジークリンデの子守歌)
- Dōshitano Daisy? (どうしたのデイジー？)
- Last tango (ラストタンゴ)
- Āra waga tono! (あーら わが殿!)
- Ginga sou nano! (銀河荘なの!)
- Bernstain (ベルンシュタイン)
- Torikaebaya ibun (とりかえばや異聞)
- Nue (鵺)
- Classic na safari (クラシックなサファリ)
- Chitose no saikai (千歳の再会)
- Ugetsu monogatari (雨月物語)
- Ōeyama Kaden (大江山花伝)
- Taishō roman ranteitan (大正浪漫探偵譚)
- Tasogare no Cinderella (黄昏のシンデレラ)
- Fuchi to narinu (渕となりぬ)
- Fūrenki (風恋記)
- Mari to Shingo (摩利と新吾)